# Харлан, Кеннет
Кеннет Дэниел Харлан (англ. Kenneth Harlan; 26 июля 1895, Бостон — 6 марта 1967, Сакраменто) — американский актёр, звезда эпохи немого кино.

## Биография
Его мать была актрисой. Образование получил в Фордемском университете.
С семи лет начал выступать на сцене, в начале играл в водевилях. В 1916 году участвовал в длительном турне с труппой танцоров.
В 1917 году дебютировал в кино. Его карьера длилась 25 лет, за это время К. Харлан снялся в около 200 полнометражных кинофильмах и сериалах.
Амплуа — герой-любовник, романтический герой, авантюрист. Мастер драмы и комедии, написал сценарии для нескольких вестернов. После появления звукового кино, играл, в основном, второстепенные роли.
Был женат 9 раз, в том числе на Мари Прево (1924 −1929).
Похоронен на кладбище Hollywood Forever.

## Избранная фильмография
- 1943 — Девушки в цепях / Girls in Chains
- 1942 — Чёрные драконы / Black Dragons
- 1942 — Исчезновение трупа / The Corpse Vanishes
- 1941 — Пули для О’Хара / Bullets for O’Hara
- 1941 — Знакомьтесь, Джон Доу / Meet John Doe — эпизод (нет в титрах)
- 1941 — Девушка на миллион / Million Dollar Baby — эпизод (нет в титрах)
- 1940 — Убийство в воздухе / Murder in the Air
- 1940 — Обречённый умирать / Doomed to Die
- 1940 — Таинственный доктор Сатана / Mysterious Doctor Satan — капитан Латроп (нет в титрах, в 1—2 эпизодах)
- 1939 — Бак Роджерс / Buck Rogers — эпизод (нет в титрах)
- 1938 — Мы живём весело / Merrily We Live — мистер Ремингтон (нет в титрах)
- 1938 — Возмездие за грех / The Wages of Sin
- 1937 — Тюрьма Сан-Квентин / San Quentin
- 1937 — Топпер / Topper — эпизод (нет в титрах)
- 1937 — Об этом поют в песнях / Something to Sing About — эпизод (нет в титрах)
- 1937 — Меченая женщина / Marked Woman
- 1937 — Кид Галахад / Kid Galahad — эпизод, репортер (нет в титрах)
- 1936 — Сан-Франциско / San Francisco
- 1936 — Разгуливая мертвым / The Walking Dead
- 1936 — Китайский клиппер / China Clipper
- 1932 — Тень орла / The Shadow of the Eagle
- 1924 — Отравленный рай / Poisoned Paradise - Хью Килдер
- 1924 — Белый человек / White Man — Белый человек
- 1920 — Наказание / The Penalty — Уилмот Аллен, доктор
- 1918 — Моя незамужняя жена / My Unmarried Wife — Филипп Смит
- 1917 — Весёлые дарители / Cheerful Givers — Гораций Грей